# Квічаль іржастий
Квіча́ль іржастий (Geokichla mendeni) — вид горобцеподібних птахів родини дроздових (Turdidae). Ендемік Індонезії. Раніше вважався підвидом смугастого квічаля.

## Опис
Довжина птаха становить 19-21 см. Голова і верхня частина тіла іржасто-коричневі, крила чорні з двома широкими білими смугами. За очима білі плями. Нижня частина тіла переважно чорна. Дзьоб темно-сірий, лапи тілесного кольору.

## Поширення і екологія
Іржасті квічалі мешкають на островах Пеленг і Таліабу в групі островів Сула. Вони живуть у вологих рівнинних тропічних лісах. Зустрічаються пподинці або парами, на висоті від 50 до 300 м над рівнем моря. Живляться безхребетними і равликами, яких шукають на землі.

## Збереження
МСОП класифікує стан збереження цього виду як близький до загрозливого. Іржастим квічалям може загрожувати знищення природного середовища.